# Лорське абатство
Лорське абатство — бенедиктинське абатство в Лорші, у південному Гессені, Німеччина. Аббатство було засноване у 764 році і протягом Ряннього середньовіччя залишалось осередком влади, духовності та культури. 1232 року монастир перейшов до Майнцького архієпископства, а 1461 року був переданий за борги Курпфальцу, і в 1564 році монастир було закрито. За 468 років свого існування монастир 47 мав абатів.
Важливими вцілілими свідоцтвами впливовості монастиря є Лоршський кодекс (лат. Codex Laureshamensis), великий опис товарів, Золотий кодекс з Лорша (лат. Codex Aureus Laureshamensis), Лорське благословення бджіл, колишня бібліотека і надбрамна зала монастиря, яку також називають Королівська зала і яка є однією з небагатьох повністю збережених пам'яток епохи Каролінгів.
Лорський монастир (абатство і Старий Мюнстер) з 1991 року є об'єктом Світової спадщини ЮНЕСКО, також захищеними культурними цінностями у відповідності з Гаазькою конвенцією. Від Старого Мюнстера, що був попередником монастиря в Лорші, над землею залишків не збереглося.
Лорський фармакопей кінця VIII століття 2013 року був включений регіонального німецького списку Програми ЮНЕСКО «Пам'ять світу».

## Історія

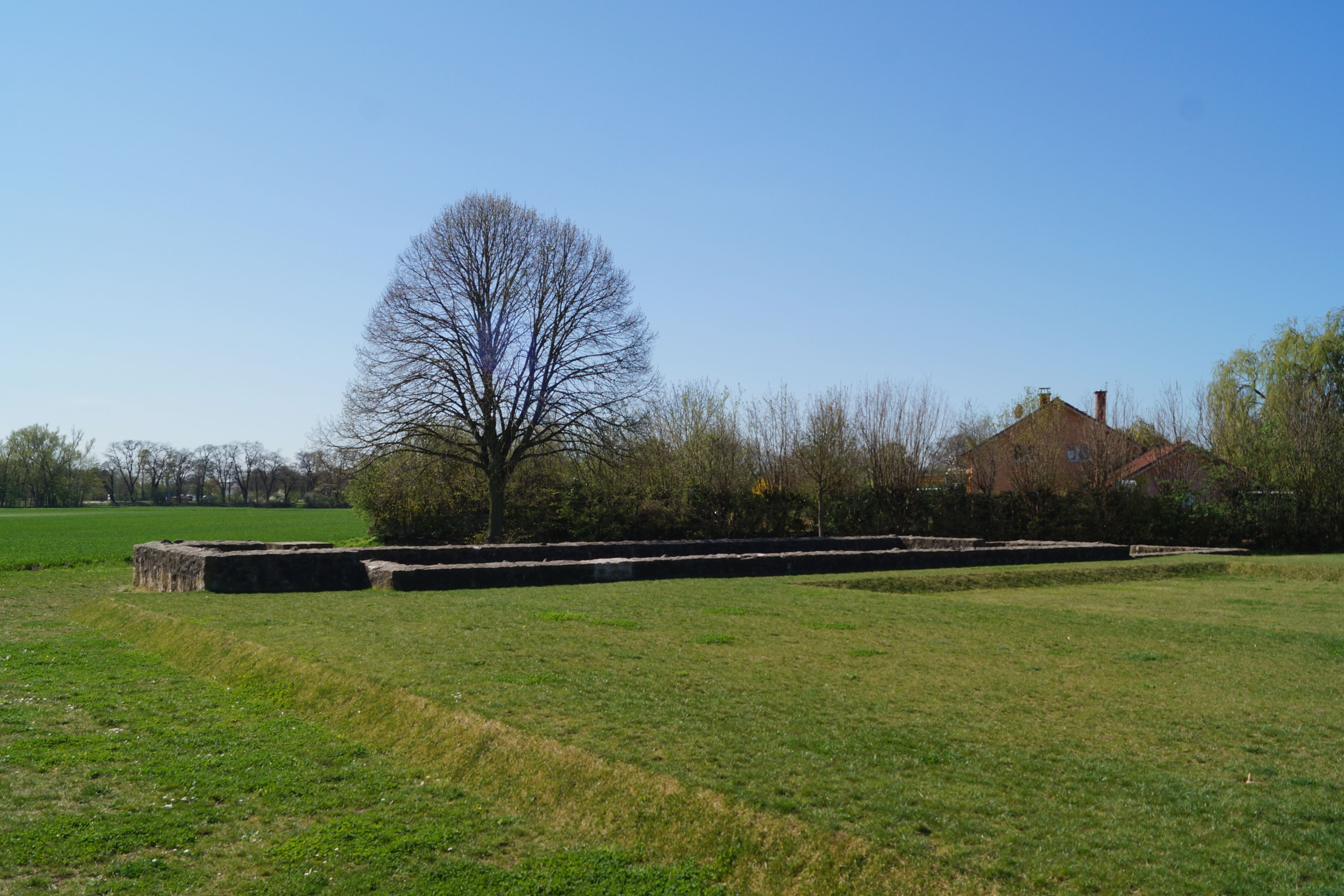
Опочні фундаменти для ілюстрації розташування та розміру монастирської церкви Старого Мюнстера на Вешніці; видимий насип показує контури будівлі закритого монастиря

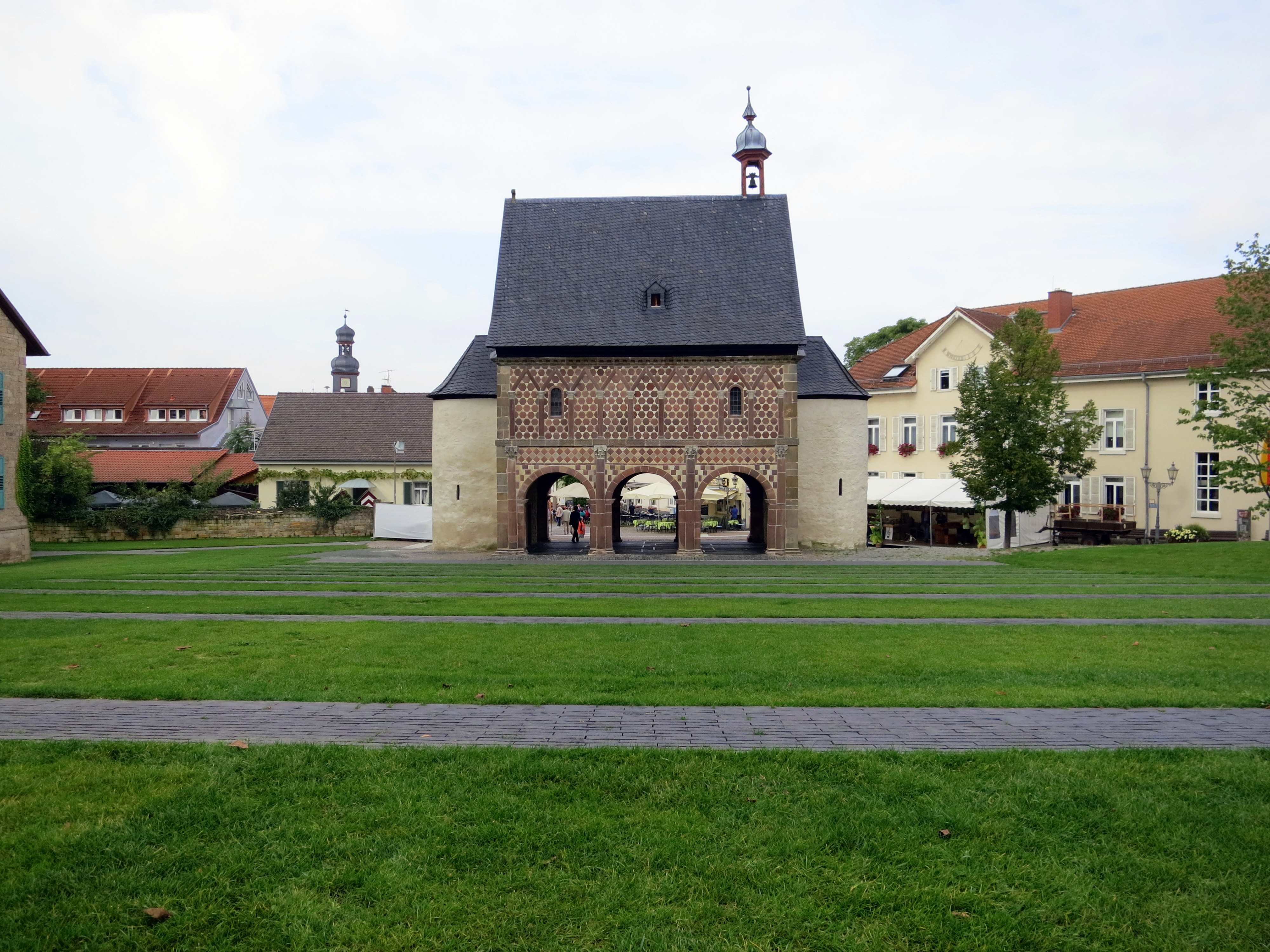
Каролінзька надбрамна зала (східна сторона)

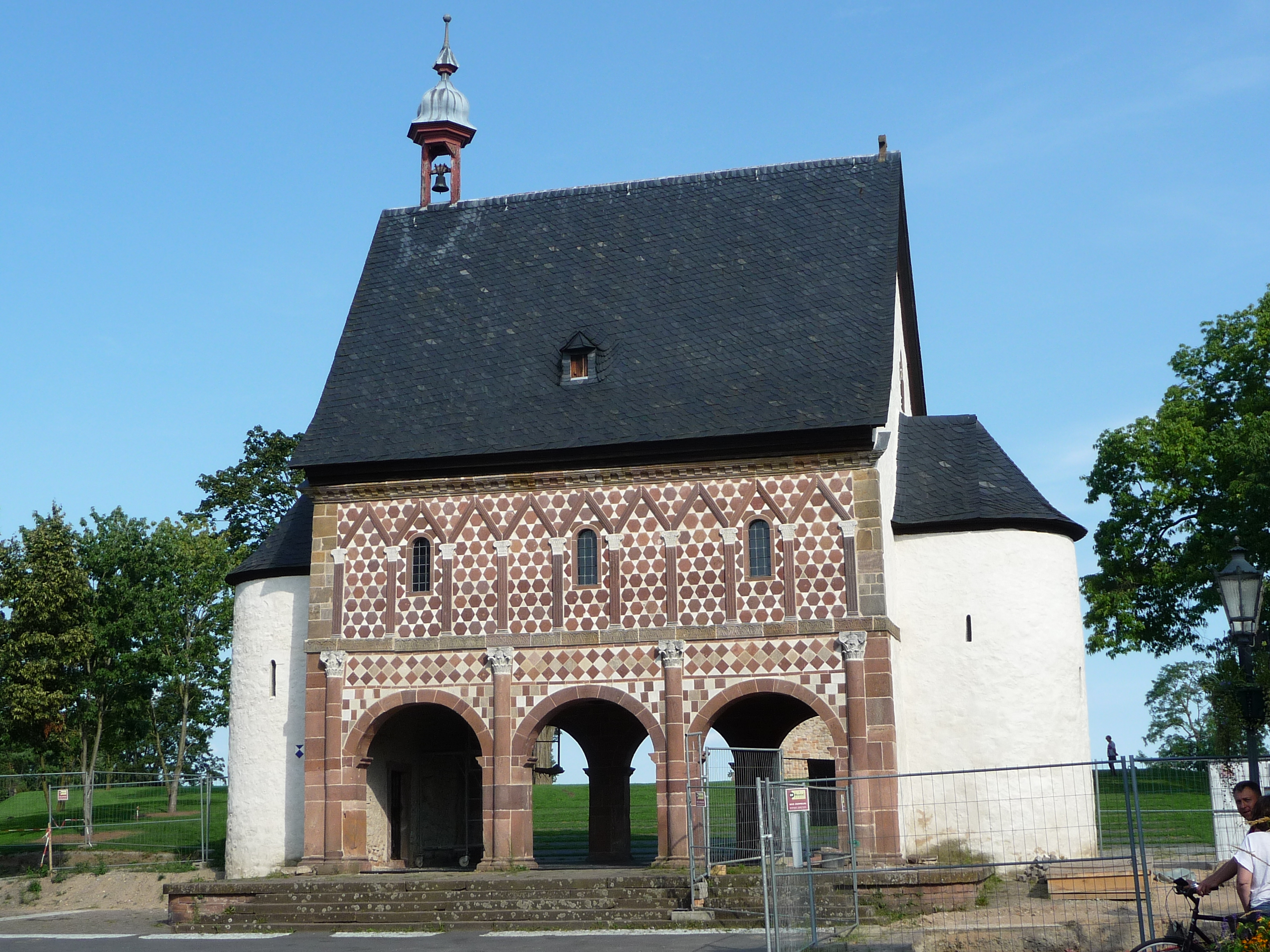
Каролінзька надбрамна зала (західна сторона)

У Пісні про Нібелунгів Уте, після смерті її чоловіка Данкрата, засновує Лорський монастир.

### Заснування 764 року
Монастир був, за словами Лорського кодексу, заснований як власний монастир членів роду Робертінів Канкора (граф Алеманії до 758 року і до своєї смерті в 771 році — граф у Оберрайнгау) і його матері Віллісвінт на річці Вешніц. Церква і перші монастирські споруди з дерева розташовувалися на місці нинішнього Кройцвізе (Хрестової луки), де локалізовані залишки Старого Мюнстера. За існуючими документами можна припустити, що ще до 764 року тут існувала церква, побудована вищевказаною графською родиною і присвячена святому Петру. Ця церква була, ймовірно, з метою сімейного склепу розширена у монастир і 764 року єпископ Хродеганг з Меца (родичем Віллісвінт і Канкора) зробив монастир своєю єпископською резиденцією. Єпископ мав тісні зв'язки з мажордомом Піпіна, був папським легатом і лідером франкської реорганізації церкви.
Починаючи з 764 року тут вже поселилися ченці з абатства Горз, яких послав Хродеганг. Він ввів, як і у «материнському» монастирі Горз, правила ордену бенедиктинців. На прохання Хродеганга про реліквії для монастиря, папа Римський Павло I передав мощі святого Назарія, які прибули 11 липня 765 р. Таким чином монастир одним з перших у Франкській імперії отримав від Папи Римського мощі римського святого в подарунок.
Абатство отримало багато дарів, а кількість паломників різко зростала. Це, можливо, було однією з причин розпочати 765 року будівництво нової церкви. Того ж року абатом Лорського монастиря став Гунделанд, брат Хродеганга. На узвишші неподалік від місця розташування Старого Мюнстера на видимій ще сьогодні території монастиря була побудована нова церква. Земля була подарована абатству Турінкбертом, братом графа Канкора. На дату смерті Хродеганга у березні 766 року в монастирі проживали 16 ченців.

### Імперський монастир після 771 року
Перетворення з власного монастиря на імперський було здійснено сином Кантора Гаймеріхом. Коли Канкор помер 771 року, Гаймеріх висунув претензії до монастиря. Аббат Гунделанд звернувся до суду двора Карла Великого. Там отримав аббат отримав абатство у власність. Для того, щоб запобігти подальшим зазіханням дворянства і сусідніх єпископів на абатство, Гунделанд передав абатство Карлу Великому, який взяв монастир під свій захист. Абатство при цьому отримало право самостійно обирати настоятелів і певний імунітет.
В організації імперії абатство було на королівській службі (servitium regis) і дбало про «внутрішнє розселення». В цьому контексті слід розглядати дари Карла Великого, який 773 та 774 року подарував марку Геппенгайм і віллу Оппенгайм. В традиціях вічної молитви (в перші дні монастиря для сім'ї власника та платоспроможної частини дворянства) Карл Великий закликав монахів також молитися за королівську родину і імперію.
У 774 році новий монастирський храм був завершений. Абат Гунделанд запросив на освячення Карла Великого, який на той час перебував у Шпаєрі після повернення з Італії, де він переміг лангобардів. Карл прибув до Лорша з єпископом (пізніше архієпископом) Майнца Раймундом та іншими єпископами. Раймунд головував над освяченням церкви і переніс мощі Святого Назарія в нову церкву. Принаймні з 774 року також існувала перша споруда королівського пфальцу, який часто відвідував Карл Великий і пізніше Людовик II Німецький.
Інша важлива задача прийшла до абатства з четвертим абатом Річбодом, який побудував важливий скрипторій. У тому ж столітті до скрипторія була прибудована також школа, які пізніше розвинулись у широко відому монастирську бібліотеку Високого Середньовіччя. Річбод, ймовірно, з 775 року був зайнятий в монастирі як писар подій. Він отримав освіту при дворі Карла Великого від Алкуїна. Припускається, що завдяки своїй близькості до королівського двору, він 784 року був обраний абатом і між 791 і 793 роками був у персональній унії з архієпископом Тріра. Як такий, він належав до вузького кола освічених (псевдонім: Махаріус) при королівському дворі довкола Карла і Алкуїна. Тому монастир мав важливу роль для виробництва книг і, отже, для реформи освіти в імперії франків. Також Річбод збудував ecclesia triplex — ще одну невелику церкву разом з першою кам'яною будівлею конвенту, а також укріпив монастир мурами.
Серед монастирів імперії, які несли основний тягар імперського служіння (наприклад, сплати мита або надання солдатів для війська імперії), Лорський монастир опинився вже 817 року. Це добре ілюструє економічне значення монастиря для Франкської імперії.
Тассілон III (741—796), останній баварський герцог з роду Агілолфінгерів і двоюрідний брат Карла Великого, можливо провів останні роки життя в Лорському монастирі як простий чернець. «Спочатку завойовник, а потім король, наостанок монах» було сказано в епітафії Tassilo III у нині зруйнованій базиліці монастиря Лорш. Цей напис був внесений у середньовічні аннали монастиря Кремсмюнстер. Історик Георг Гельвіг (†1632) у «Antiquitates Laurishaimenses» підтверджує справжність напису і вказує, що він 10 вересня 1615 був у Лорші і особисто бачив і занотував його. За його словами, напис мав ще додаток: «помер на третій день грудневих ід (11 грудня) і був похований у цій могилі. Даруй йому, Христос, спасіння душі.»

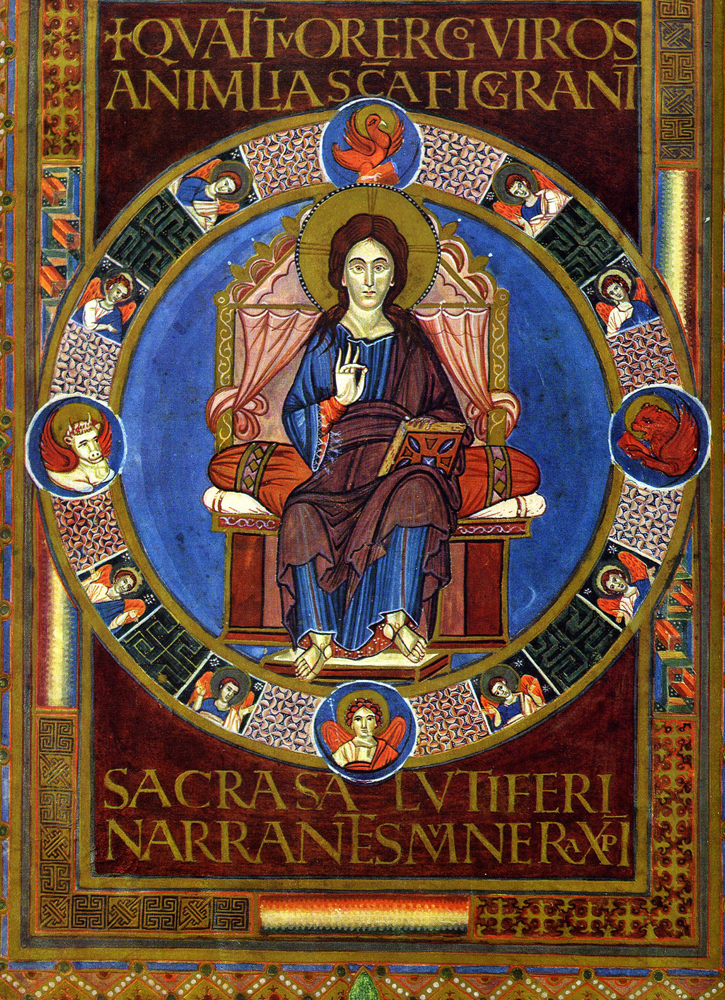
Лорське Євангеліє, яке сьогодні зберігається частинами в Римі, Лондоні і Алба-Юлії, було створено в Лорші за абата Адалунга. На малюнку показаний Спас Вседержитель.

### Час поділу імперії бл. 840 року
Абат Адалунг підтримував тісні стосунки з Карлом Великим, який його 808 року також призначив абатом Сен-Вааст в Аррасі, і йому вдалося примножити володіння абатства. Адалунг підписав, поряд з іншими, заповіт Карла Великого, а також був близьким радником наступника Карла — імператора Людовика Благочестивого. Наприклад, 823 року Адалунг їздив до Риму, щоб від імені імператора керувати розслідуванням проти папи Пасхалія I.
На абатство вплинули і сутички між імператором та його синами. Абатство було 832 року зайнято Людвігом Німецьким, ймовірно, для того, щоб перешкодити зайняттю абатства партією імператора.
Адалунг був присутній 833 року на Люгенфельд (букв. «поле брехні») біля Кольмару та вручив за дорученням Людовика Благочестивого подарунки папі Григорію IV, який приїхав на запрошення Лотара І. 834 року Людовик Німецький за підтримку абатства проти свого брата Лотара І, надав йому дари. В той час монастир мав 60 ченців і Ейнгард подарував абатству селлу Міхельштадт.
Самуель став абатом 834 року після смерті Адалунга. Він успішно управляв абатством в часи суперечок між синами Людовіка Благочестивого. Через заступництво 841 року Самуель став єпископом Вормса, але одночасно залишався абатом Лоршу. Після смерті Людовика Благочестивого він підтримав Лотара І, як і абат Фулди Храбан Мавр, архієпископ Майнца Отгар і єпископ Падерборну Бадурат. Тільки після укладання Верденського договору (843) знову повернулось взаєморозуміння між церковними князями і Людовиком Німецьким. Підтвердження цьому збереглися у грамоті Людовика 847 року, у якій він дозволяє розірвані поділом імперії володіння абатства знову об'єднати обміном земель. Крім того, 852 року було підтверджено імперський статус абатства.
З 876 року на схід від монастирської церкви була збудована Ecclesia varia, склеп Каролінгів, де серед інших був похований Людовик Німецький.
870 року абат Дітріх з Лоршу заснував на Святій горі біля Гайдельберга дочірній Михайлівський монастир, в XI столітті неподалік був заснований дочірній Стефанівський монастир, а у XII столітті також абатство Нойбург.
Швидше за все 895 року, імовірно в травні на Требурському синоді, тодішній король східних франків і пізніший імператор Священної Римської імперії Арнульф Каринтійський в результаті скарг на зловживання в монастирі був змушений скасувати вільне призначення абата у монастирі та в персональній унії призначити абатом аугсбургського єпископа Адальберо, який був на той час впливовим радником Арнульфа. Всього за кілька років він відновив чернечий орден у монастирі, завдяки своєму впливу при королівському дворі отримав для монастиря великі пільги та швидше всього в 900 році полишив посаду (у рік останньої згадки про нього у Лорських книгах), коли домігся відновлення королем вільного вибору абата монастиря.
Лорш був прихильником монастирської реформи Горзе.

### Кульмінація світської влади у високому середньовіччі
Завдяки пожертвуванням, які надходили в основному від місцевого дворянства, Лорський монастир до кінця XI століття сильно збільшив кількість належних йому земель. Дарування надходили в основному з графств Вормсгау, Лобдегау і Верхнього Райнгау. Відомі також дари з графств  Крайхгау, Шпаєргау і в меншій мірі з Лангау, Веттерау, Ніддагау, Майнгау, Англахгау (на південний схід від Шпаєра), Уфгау (на південний схід від Шпаєра), Вінгартейби у Східному Оденвальді, Елсенцгау і Брайсгау. У результаті володіння монастиря включали значну частину долини Рейну між Хаттемом (найбільш північне володіння) і Куром. Аббат Удалріх (1056—1075) ймовірно мав найбільшу світську владу серед абатів Лоршаі з'явився на Рейхстаг у Требурі 1066 року з 1200 послідовниками.
Лорський кодекс був створений наприкінці XII століття як каталогу майна, нажитого з моменту заснування монастиря. Серед переліку придбань та дарунків, перші з яких датуються VIII століттям, багато є першою відомою письмовою згадкою про те чи інше місце (місто, село).

### Перехід до архиєпископства Майнц 1232 року
1232 Лорський монастир підпав під реформи, які проводило архиєпископство Майнц і його єпископ Зігфрід III фон Еппштайн; бенедиктинці, які чинили опір реформам, були змушені покинути монастир, і були замінені цистерціанцями з монастиря Ебербах. Однак останні не втримались у Лорші і вже 1248 були замінені премонстратами з монастиря Всіх Святих у Шварцвальді; відтоді Лорш мав статус пробтства.
Монастир володів однією з найбільших бібліотек Середньовіччя, які пізніше була включена до Палатинської бібліотеки.
Ранній історик Майнцької єпархії, вікарій собору Георг Гельвіг (1588—1632), опублікував під назвою «Antiquitates Laurishaimenses» (1631) одну з хронік Лорського монастиря.

### Перехід до курпфальцу 1461 року та скасування монастиря

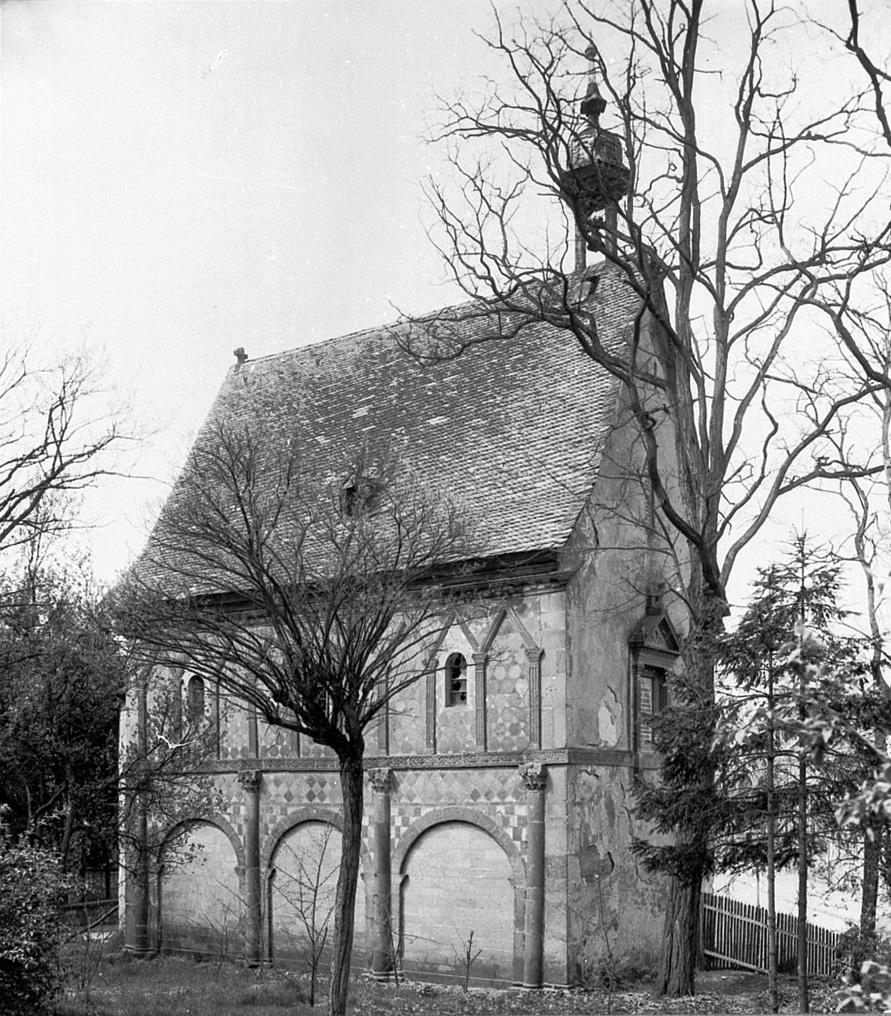
Східна сторона надбрамної зали у 1900 році до реставрації

Майнцьке курфюрство 1461 року укріпило свої володіння на Бергштрассе і монастир відійшов до Курпфальца. Внаслідок Реформації, яку прийняв Курпфальц 1556 року, вже 1564 року монастир був закритий. Існуючі права монастиря, такі як десятина, плата за землю та інші збори, а також вільні селяни монастиря Лорш були передані та управлялись «Обершаффнерай Лорщ». Коли іспанці 1621 року захопили Бергштрасе, Лорш був спалений. У ході Тридцятилітньої війни абатство 1623 року знову відійшло католицькому Майнцькому курфюрству і  після цього протягом багатьох десятиліть слугувало каменоломнею. Вціліла лише надбрамна зала (відома також як «Королівська зала») монастиря. Це одна з найстаріших повністю збережених кам'яних будівель в Німеччині доби після римлян і дозволяє сьогодні отримати уявлення про архітектуру Каролінгів.

### XXI століття: об'єкт Світової спадщини ЮНЕСКО
Абатство Лорш (абатство та Старий Мюнстер) є об'єктом Світової спадщини ЮНЕСКО з 1991 року. Сьогодні збереглися тільки Королівська зала, фрагмент базиліки та частини монастирської стіни. Ландшафтно-архітектурні знаки позначають межі оригінальних споруд. Довкола також розміщені «Музейний центр Лорша», виставковий зал «Центшойне», «Експериментальнаархеологічна лабораторія під відкритим небом каролінзької садиби Лаурешам» та «Терапевтичний сад Лорського фармокопея».

## Пробства
- Монастир Старий Мюнстер (пропство з 1071)
- селла Штайнбах в Міхельштадтв (пропство з 1073)
- Монастир Святого Михайла на Святій горі біля Гайдельберга
- Монастир Святого Стефана на Святій горі біля Гайдельберга
- абатство Нойбург

## Замок для втечі
Замком для втечі для монастиря та його дочірніх монастирів був Штаркенбург на краю долини Рейну на Бергштрассе приблизно за 7 км від Лорша.
